# Ипиранга-ди-Гояс
Ипиранга-ди-Гояс (порт. Ipiranga de Goiás) — муниципалитет в Бразилии, входит в штат Гояс. Составная часть мезорегиона Центр штата Гойас. Входит в экономико-статистический микрорегион Серис. Население составляет 2919 человек на 2022 год. Занимает площадь 244,209 км². Плотность населения — 11,95 чел./км².

## Статистика
- Валовой внутренний продукт на 2003 год составляет 16 021 491,00 реалов (данные: Бразильский институт географии и статистики).
- Валовой внутренний продукт на душу населения на 2003 год составляет 5 752,78 реалов (данные: Бразильский институт географии и статистики).